# Malichus I
Malichus I (arab. ‏مالك‎, Maliku) – król Nabatejczyków w latach 59–30 p.n.e. Syn Obodasa II, króla Nabatejczyków.

## Stronnik Juliusza Cezara
Malichus I zapewne włączył się w niebezpieczną politykę Rzymu po stronie Juliusza Cezara przeciw Pompejuszowi Wielkiemu. Historyk żydowski Józef Flawiusz podał, że w 55 p.n.e. Gabiniusz, prokonsul Syrii, pokonał Nabatejczyków w bitwie (Wojna żydowska 1, VIII, 7). Nie wiadomo, z jakiego powodu była ta bitwa. W roku 47 p.n.e. na pomoc Cezarowi, walczącemu w Egipcie, przybył Antypater I, ojciec Heroda Wielkiego, z przywódcami arabskimi. Wśród tych przywódców był zapewne Malichus I z 2 tys. kawalerii, wspomniany w dziele pt. De Bello Alexandrino.

## Konflikt z Herodem I Wielkim
Doszło do konfliktu z Judeą. W 40 p.n.e. Herod Wielki uciekał przed Partami, którzy najechali Syrię i Palestynę. Malichus I odmówił mu azylu oraz zwrotu rodzinnego skarbu jego ojca Antypatra I. Król pożałował swej decyzji i wysłał posłów za nim (Wojna żydowska 1, XIV, 2). Posłowie nie dogonili go. Herod znalazł się w Aleksandrii, a potem w Rzymie celem szukania pomocy. Następnego roku Rzymianie wypędzili Partów z Judei. Nabatejczycy, jako sprzymierzeńcy Partów musieli zapłacić duży trybut Rzymianom.

## Knowania Kleopatry VII
Kleopatra VII, królowa Egiptu, zażądała od Marka Antoniusza Judei i Arabii oraz czyniła zabiegi by zgładzić Heroda Wielkiego i Malichusa I. Antoniusz nie chciał ich zabić, tylko odjął ich tereny i podarował ukochanej. Kleopatra nie ustępowała i postanowiła skłócić obu tych królów. Dała w dzierżawę Herodowi jego ziemie wokół Jerycha oraz pozwoliła mu pobierać w jej imieniu podobną daninę od Malichusa. Król Nabatejczyków początkowo dawał mu 200 talentów rocznie, potem zaprzestał tego.

## Ponowny konflikt z Herodem
Herod postanowił siłą odebrać należność. Pokonał Arabów w bitwie pod Diospolis. Nabatejczycy nie poddali się i zebrali siły pod Kanatą w Celesyrii. Początkowo przegrywali, później dzięki pomocy miejscowej ludności pokonali wojska judejskie. Nielicznym wraz Herodem udało się uciec do obozu (Dzieje 15, V, 1).
Wiosną 31 p.n.e. w Judei doszło do trzęsienia ziemi. Zginęło 30 tys. mieszkańców. Herod Wielki zaproponował Arabom pokój. Nabatejczycy odmówili i zabili jego posłów. Później najechali Judeę. Herod poderwał swoich żołnierzy do walki z wrogiem. Przekroczył rzekę Jordan i stanął naprzeciwko Arabom w pobliżu Filadelfii (dzisiejszy Amman). Doszło do zaciętej bitwy. Nabatejczycy ulegli i zaczęli uciekać. Zginęło ich 5 tys., a reszta schroniła się w obozie. Oblężenie trwało krótko. Arabowie z braku wody poddawali się Herodowi. Przez pięć dni do niewoli dostało się 4 tys., a w szóstym reszta wolała walczyć (Dzieje 15, V, 4-5). Zginęło ich 7 tys. Herod zaanektował, należącą do nich, ziemię Hauran.
Malichus I nie rezygnował z walki. Po klęsce Marka Antoniusza i Kleopatry pod Akcjum w 31 r. p.n.e. doszło do trudnej sytuacji dla Heroda, ich sprzymierzeńca. Król Judei obawiając się Oktawiana postanowił zabić Jana Hirkana II, ponieważ jego córka Aleksandra namówiła go do napisania listu do Malichusa I celem prośby o azyl. Król odpowiedział pozytywnie na ten list. Napisał, że przyjmie go wraz z towarzyszami i jego zwolennikami (Dzieje 15, VI, 2). Herod przechwycił te listy i zgładził Hirkana.
Wkrótce zmarł sam Malichus I ok. 30 r. p.n.e. Nie wiadomo jak zakończył żywot. Na tron wstąpił jego syn Obodas III (30-9 p.n.e.)